# Exsula conjuncta
Exsula conjuncta là một loài bướm đêm trong họ Noctuidae.